# Zalina Marghieva
Zalina Marghieva, zwischenzeitlich Petrivskaia (russisch Зали́на Сосла́новна Марги́ева / Salina Soslanowna Margijewa; * 5. Februar 1988 in Ordschonikidse, Nordossetische ASSR, Sowjetunion) ist eine moldauische Hammerwerferin.

## Sportliche Laufbahn
Als Juniorin wurde Marghieva bei den Weltjugendmeisterschaften Fünfte, bei den Leichtathletik-Juniorenweltmeisterschaften 2006 erreichte sie den 4. Rang, und bei den europäischen Jugendmeisterschaften wurde sie Fünfte. Später nahm sie an den Olympischen Spielen 2008 teil, wo sie das Finale jedoch nicht erreichte. 2009 überbot sie am 31. Januar in Chișinău mit 71,56 m den nationalen Rekord ihrer älteren Schwester Marina Marghieva und gewann bei den U23-Europameisterschaften die Goldmedaille. Bei den Leichtathletik-Weltmeisterschaften 2009 in Berlin schied sie in der Qualifikation aus. Wegen einer positiven Dopingprobe von der WM wurde sie vier Jahre später, im September 2013, von der International Association of Athletics Federations (IAAF) gesperrt. Alle Ergebnisse seit den Weltmeisterschaften in Berlin, darunter ihre Medaillengewinne bei den Universiaden 2011 und 2013, wurden rückwirkend annulliert.
Nach ihrer zweijährigen Sperre gelangte Marghieva bei den Weltmeisterschaften in Peking 2015 ins Finale und belegte dort den achten Platz. Bei den Europameisterschaften 2016 in Amsterdam wurde sie Fünfte, wie auch bei den Olympischen Spielen in Rio de Janeiro.
Zalina Marghieva wird wie ihre Geschwister von ihrem Vater Soslan Marghiev (* 1962) trainiert, der früher ebenfalls als Hammerwerfer aktiv war. Ihre ältere Schwester Marina Nichișenco (* 1986) und ihr Bruder Serghei Marghiev (* 1992) sind ebenfalls als Hammerwerfer in der moldauischen Nationalmannschaft aktiv. Ihre Mutter Alexandra (* 1959), geb. Mititelu, war 1984 sowjetische Meisterin im Kugelstoßen und hält den Weltrekord in ihrer Altersklasse.